# Edith Bone
Edith Bone   (Budapest, 14 de juliol de 1889 - Richmond upon Thames i Londres, 14 de febrer de 1975) va ser una sanitària, periodista, traductora hongaresa i membre del Partit Comunista de Gran Bretanya.

## Biografia
Bone va néixer a Hongria el 1889, on va estudiar medicina. Es va casar amb Béla Balázs el 1913. Després de la Primera Guerra Mundial es va unir al Soviet de Petrograd. El 1918, va començar a editar la versió anglesa de la revista The Communist International i, més endavant, es va convertir en representant de la Tercera Internacional. Va viure a Berlín de 1923 a 1933,i va marxar a Anglaterra quan els nazis van prendre'n el control. Es va casar amb Gerald Martin, un traductor anglès, el febrer de 1934. Bone va aprendre a parlar sis idiomes amb fluïdesa.
El juliol de 1936, ella i la seva amiga l'artista Felicia Browne, van viatjar a Barcelona per assistir a l'Olimpíada Popular, un esdeveniment esportiu organitzat en resposta als Jocs Olímpics d'Estiu de 1936 a Berlín. No obstant això, l'esdeveniment no es va duu a terme a causa de l'esclat de la Guerra Civil espanyola. Browne va ser la primera dona anglesa a fer un paper de combatent, i l'única anglesa a morir en aquell conflicte l'agost de 1936.
Bone va romandre a Espanya treballant com a metge i com a periodista amb Claud Cockburn, corresponsal del Daily Worker. Va participar en la constitució del Partit Socialista Unificat de Catalunya el 26 de juliol de 1936 i va tornar a Anglaterra el 1939.
El 1949, Bone treballava de corresponsal autònoma a Budapest del Daily Worker. En arribar a Hongria va ser acusada d'espionatge per al govern britànic, detinguda pels serveis secrets de l'Államvédelmi Hatóság (AVH) i detinguda en aïllament sense judici durant set anys.
Durant la seva detenció, Bone va aconseguir conservar la salut mental desenvolupant una sèrie d'exercicis de memòria, resolent problemes de geometria i recordant els vocabulari dels diversos idiomes que coneixia. Va reconstruir mentalment les trames de tots els llibres que havia llegit, va fer una llista completa de tots els personatges de les obres de William Shakespeare i Charles Dickens que recordava i va compondre poesia.
Va emprendre el que va anomenar una sèrie de «petites guerres» contra els seus captors després d'adonar-se que no anaven a utilitzar la força física contra ella i que no tenia família amb que la poguessin amenaçar. Això va incloure una vaga lingüística el 1951, en la qual es va negar a parlar hongarès i va utilitzar les altres cinc llengües que coneixia. Les seves protestes van donar resultat ja que el 1952 li van permetre l'accés als llibres i d'aquests va aprendre una setena llengua, el grec.
Bone va ser alliberada després de 7 anys, durant els últims dies del govern revolucionari d'Imre Nagy durant la Revolució hongaresa de 1956. Un grup d'estudiants s'havia apoderat del control de la presó de Budapest on estava detingut Bone i va alliberar-ne els presos polítics.

## Obra publicada
- Bone, Edith. Seven Years Solitary.  Cassirer, desembre 1966. ISBN 9780851810829.